# Парк імені Федора Мершавцева
Парк імені Федора Мершавцева (до 2016 — Парк імені газети «Правда») — парк-пам'ятка садово-паркового мистецтва місцевого значення. Парк розташований у Центрально-Міському районі Кривого Рогу.

## Опис та історія
Площа — 36,0 га, пам'ятку створено у 1972 році.
Започаткований у 19-му столітті. Засновник — Федір Матвійович Мершавцев. Парк Мершавцева, знаходився на лівому березі річки Саксагань, біля її злиття з Інгульцем. Він займав площу 10 га та розташовувався на території нинішніх музичної школи та школи № 8. Композиційним центром тодішнього парку була центральна алея шириною 4,3 м, яка починалася від будинку господаря і йшла на берег Інгульца. У парку на той час переважали вишневі дерева, також були яблуня, груша, черешня, слива, абрикос, береза, акація, в'яз, верба.
Після встановлення комуністичної влади парк Мершавцева перейшов у комунальну власність у занедбаному стані і з 1920 року отримав назву міський сад. 1926 року було прийнято рішення міської влади про облаштування парку площею 18 га на березі Саксагані. Вхід до нього був платним. До 1931 року міський сад був основним місцем проведення спортивних змагань, оскільки тут було збудовано окружний стадіон і спортивний майданчик. Також тут проводилися офіційні культурні заходи і свята.
1932 року парк отримав назву імені 20-річчя газети «Правда».
У часи Другої світової війни німці влаштували у парку склад військової техніки, через що його територія потерпала від бомбардувань.
Після війни у парку було відновлено фонтан, естраду, літній театр, алеї і скульптури.
1957 року було відкрито човнову станцію у парку, яка стала однією з візитівок міста Кривого Рогу, а також зображена на гербі Центрально-Міського району. Будівлю станції спроектували архітектор Василь Суманеєв та скульптор Леонід Пержа. Ліпкою займалися Анатолій Ярошенко та В'ячеслав Чиж. На станції діє прокат човнів і водних велосипедів. З ініціативи міської влади її включено до списку пам'яток архітектури міста.
1961 року до Парку Правди було приєднано Комсомольский парк (нині Гданцівський).
У 2000-х роках було створено благодійний фонд «Громадська ініціатива мешканців Кривбасу», який опікується благоустроєм парку. Було облаштовано музей під відкритим небом, виставку гірських порід, алеї, дитячі майданчики тощо. 2012 року за рахунок обласного бюджету було проведено розчистку русла річки і почато капітальний ремонт стадіону «Спартак», що разташований у парку. 2014 року була облаштована пляжна зона.
З 2016 року парк носить ім'я свого засновника Федора Мершавцева.
2016 року було демонтовано підвісний міст, що поєднував парк Мершавцева з Гданцівським парком, який розташовується на протилежному березі річки.
На 2022 рік у бюджеті міста були закладені кошти на реконструкцію набережної парку Мершавцева, яка не відбулася через війну.
У вересні 2022 року росіяни нанесли ряд ракетних ударів по дамбі Карачунівського водосховища, в результаті чого была затоплена частина парку Мершавцева, а також міст, що веде до нього.

## Галерея

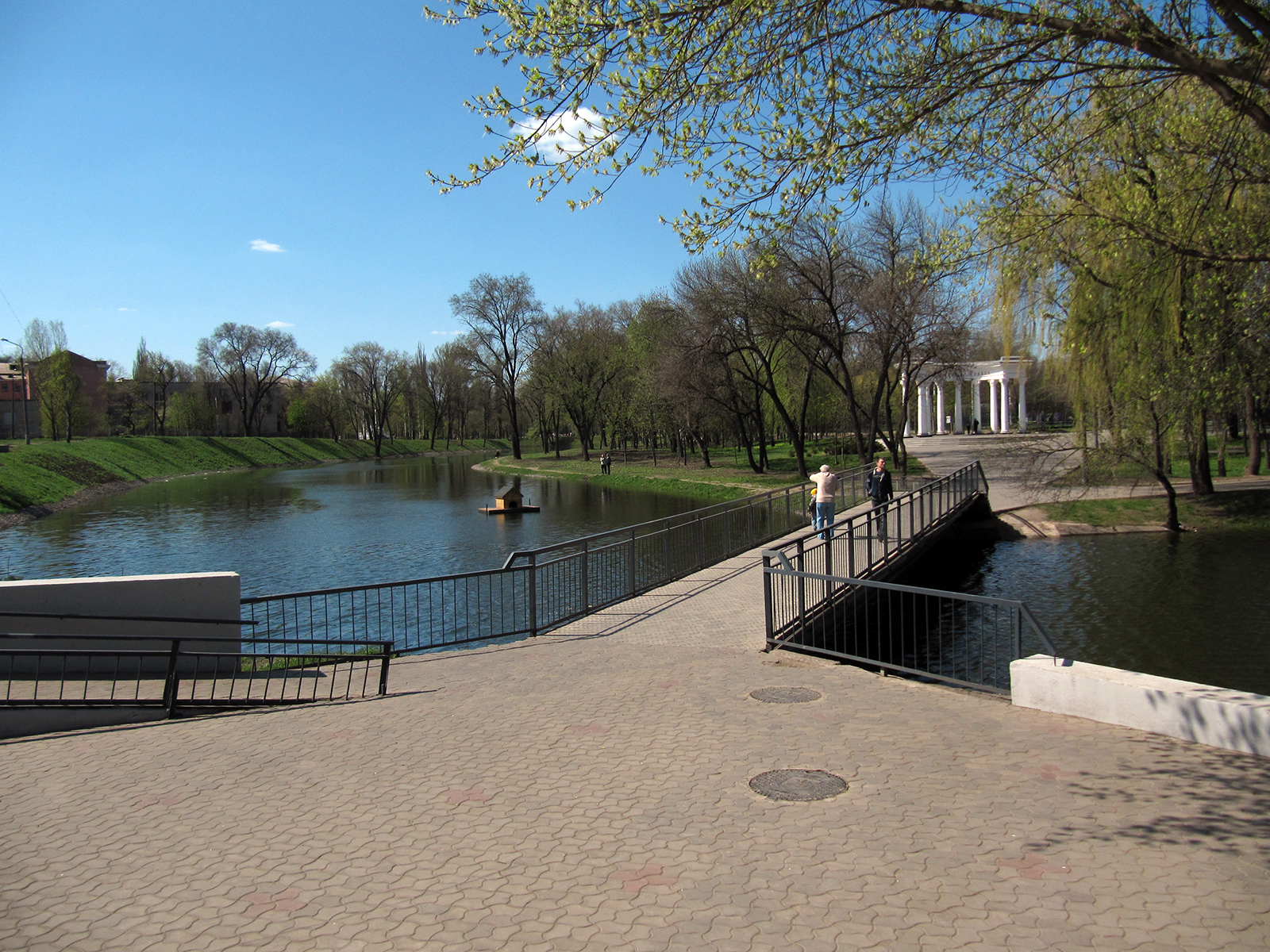
Сучасний вигляд входу до парку, після реконструкції 2012 року
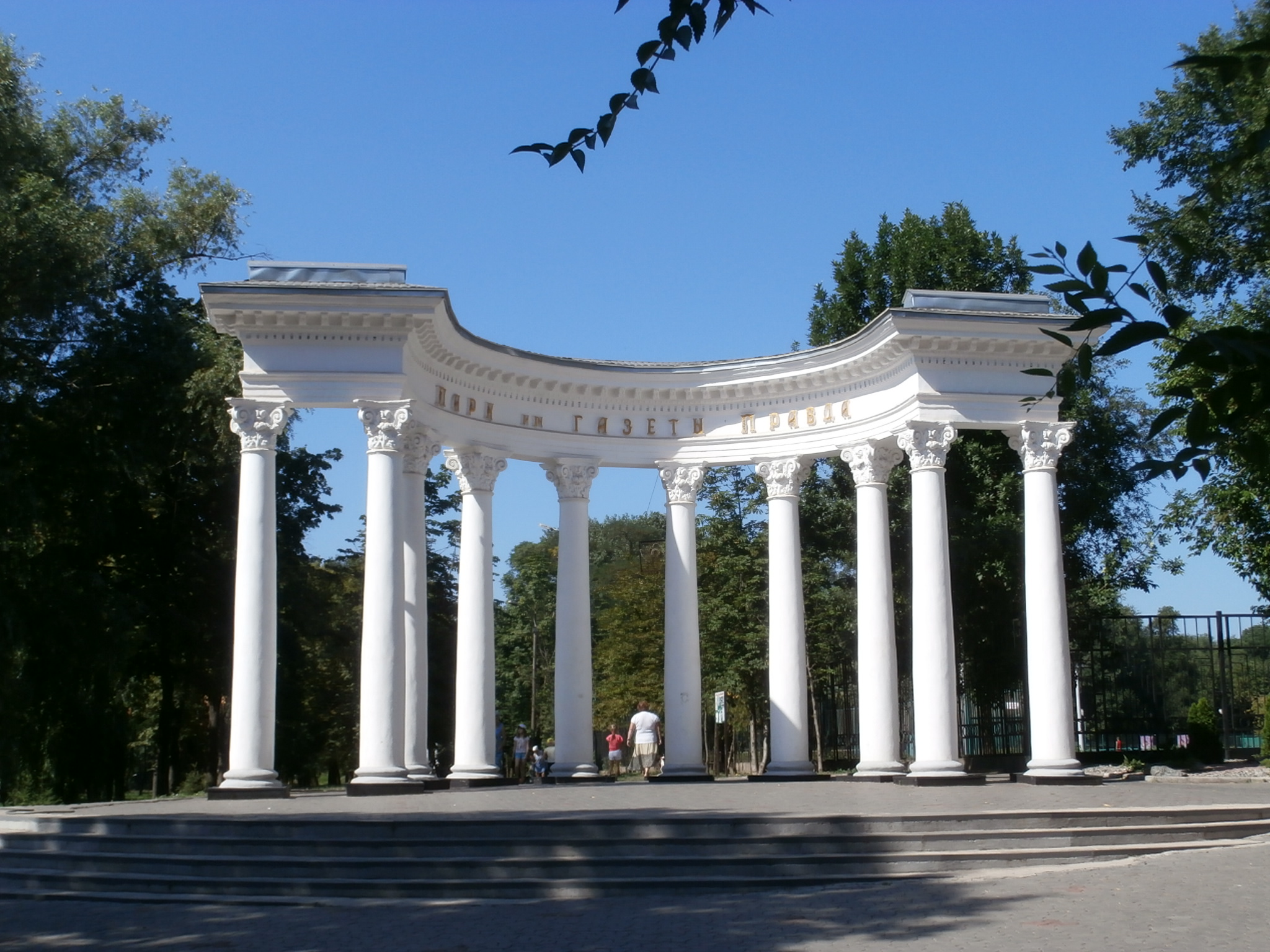
Ротонда при вході у парк
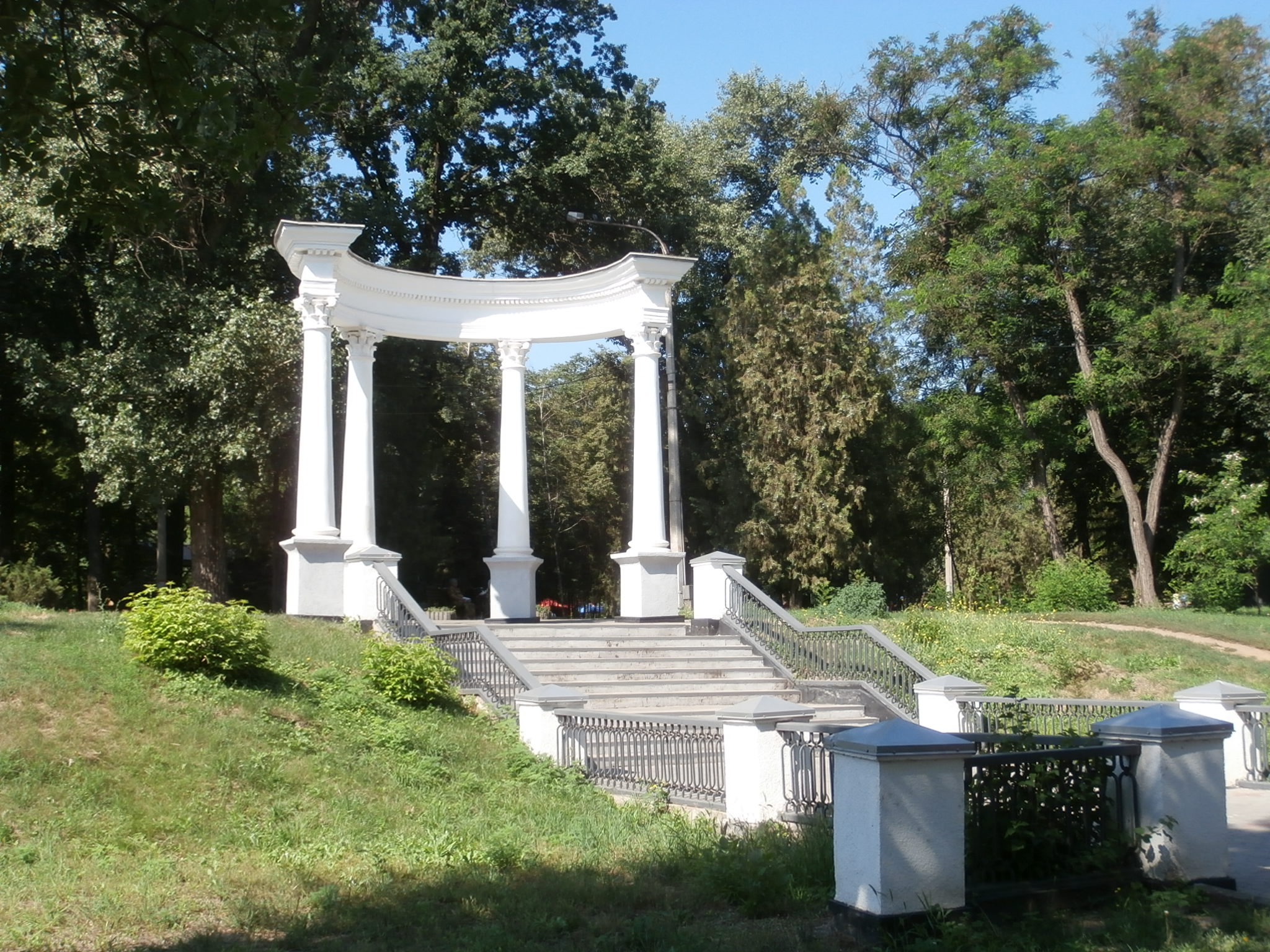
Ротонда у парку
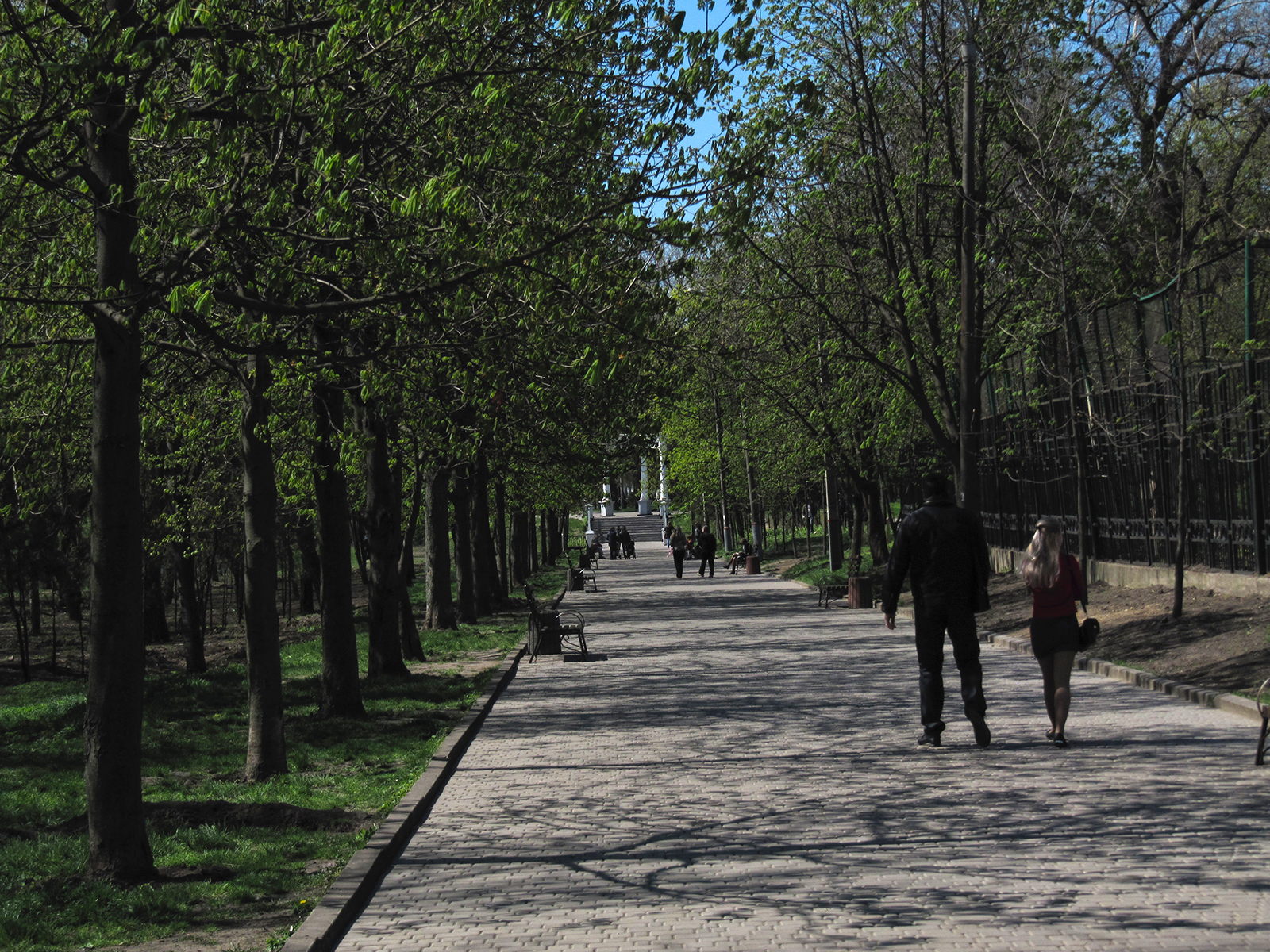
Алея парку
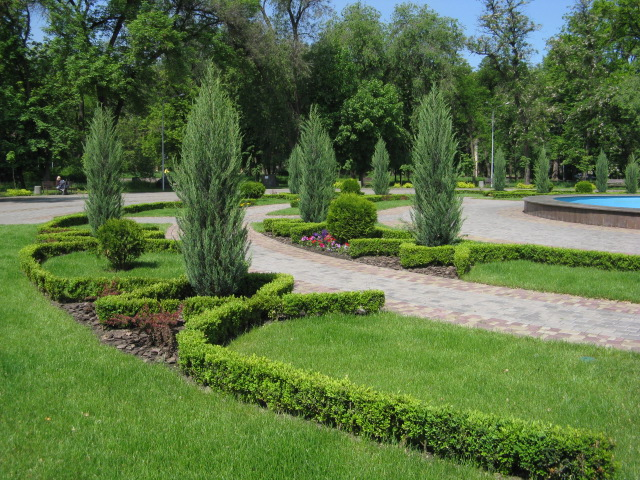
Клумба навколо фонтану у центрі парку
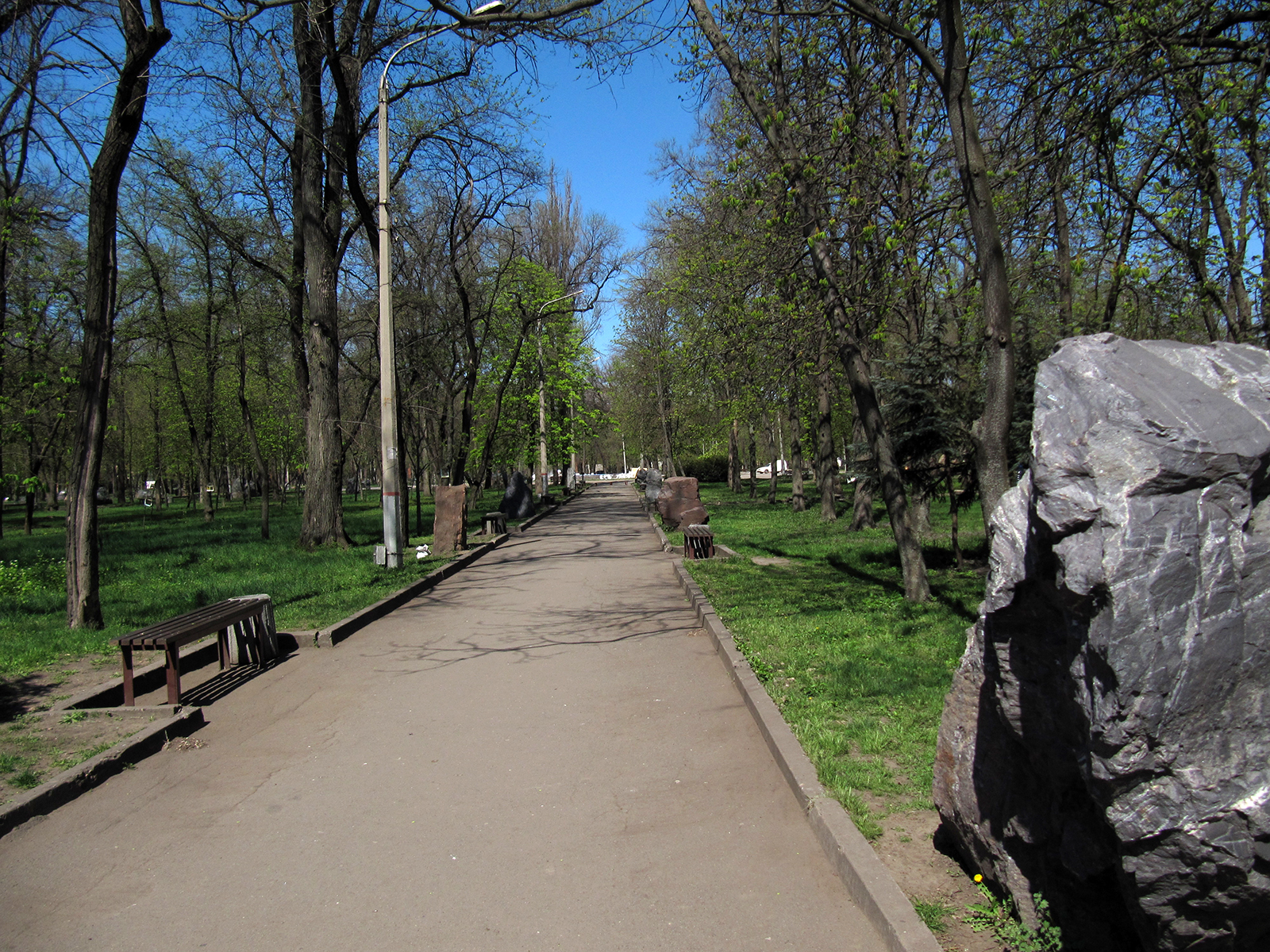
Колекція геологічних зразків порід, з різних копалень міста, з 2012 року прикрашає верхню частину парку
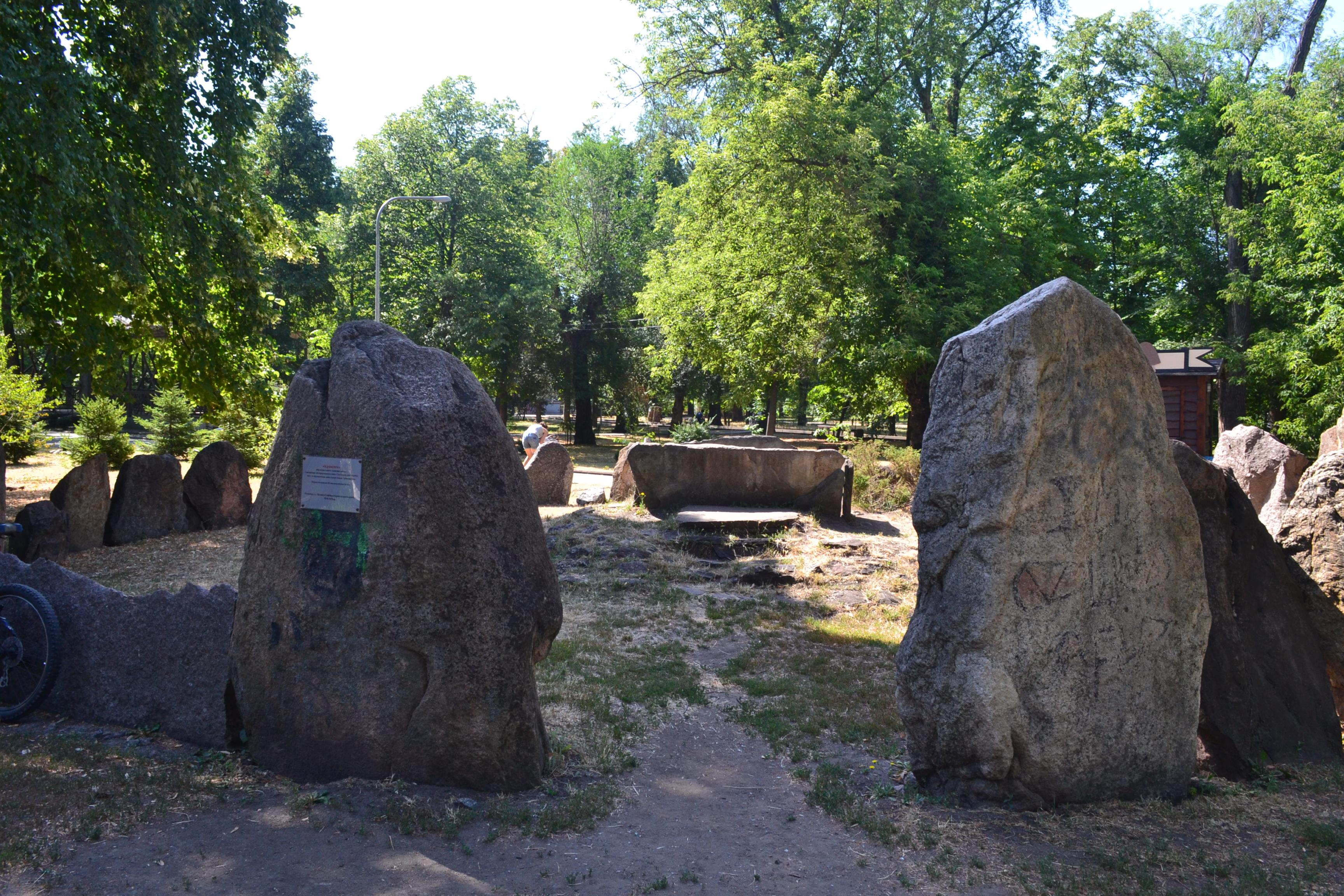
Музей під відкритим небом
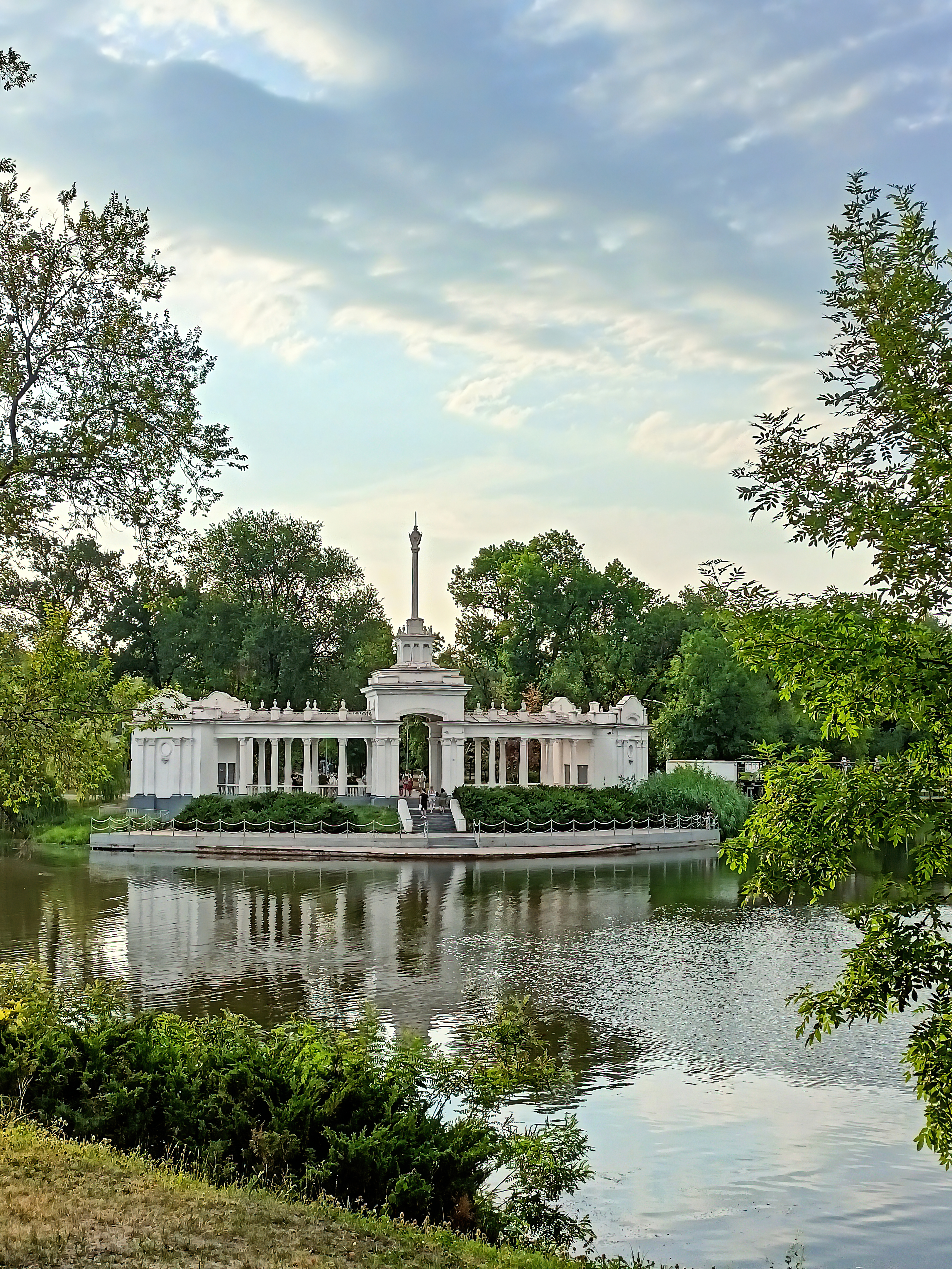
Човнова станція
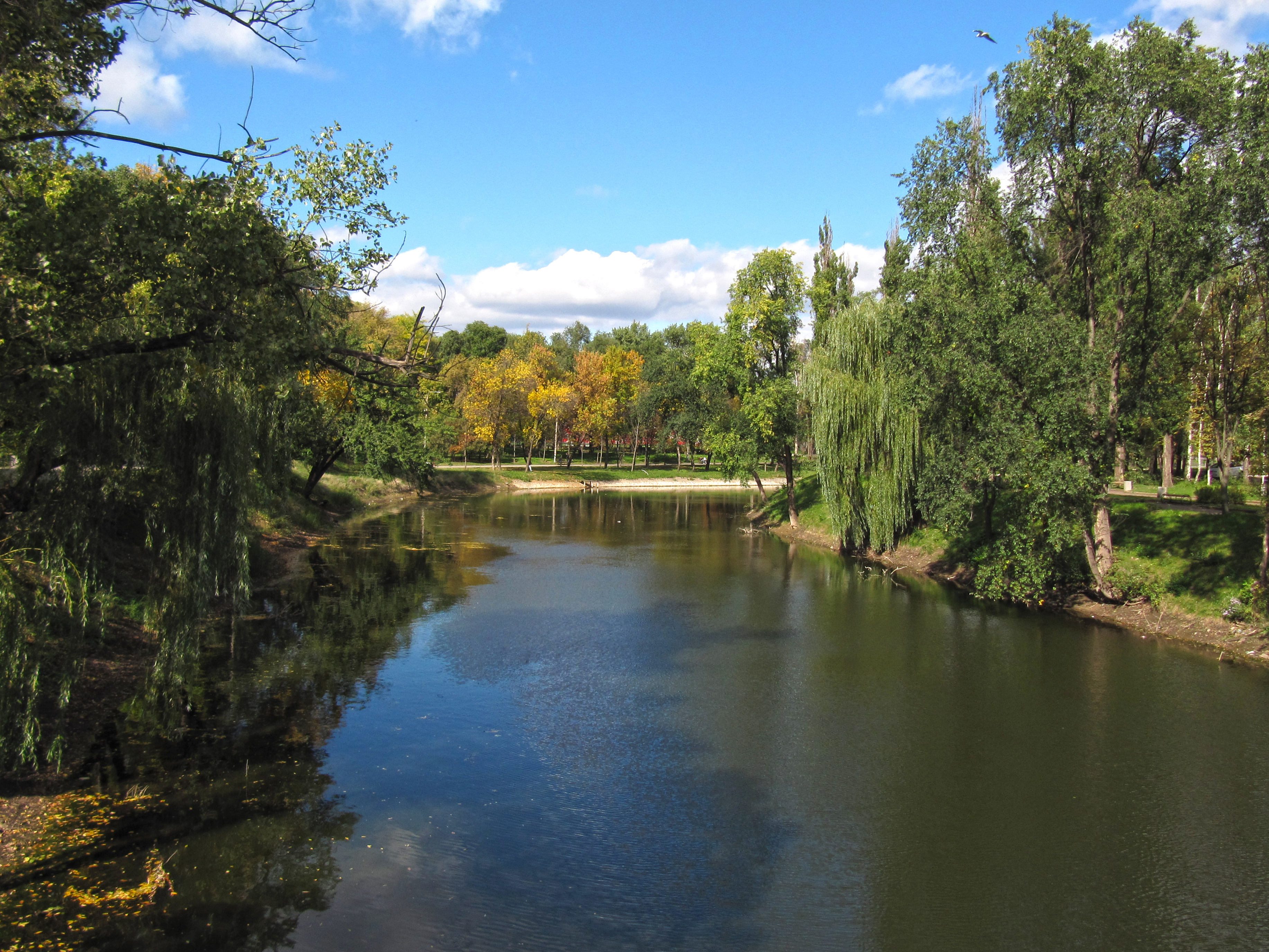
Саксагань після чистки русла та реконструкції берегу, вид з паркового мосту біля станції човнів.
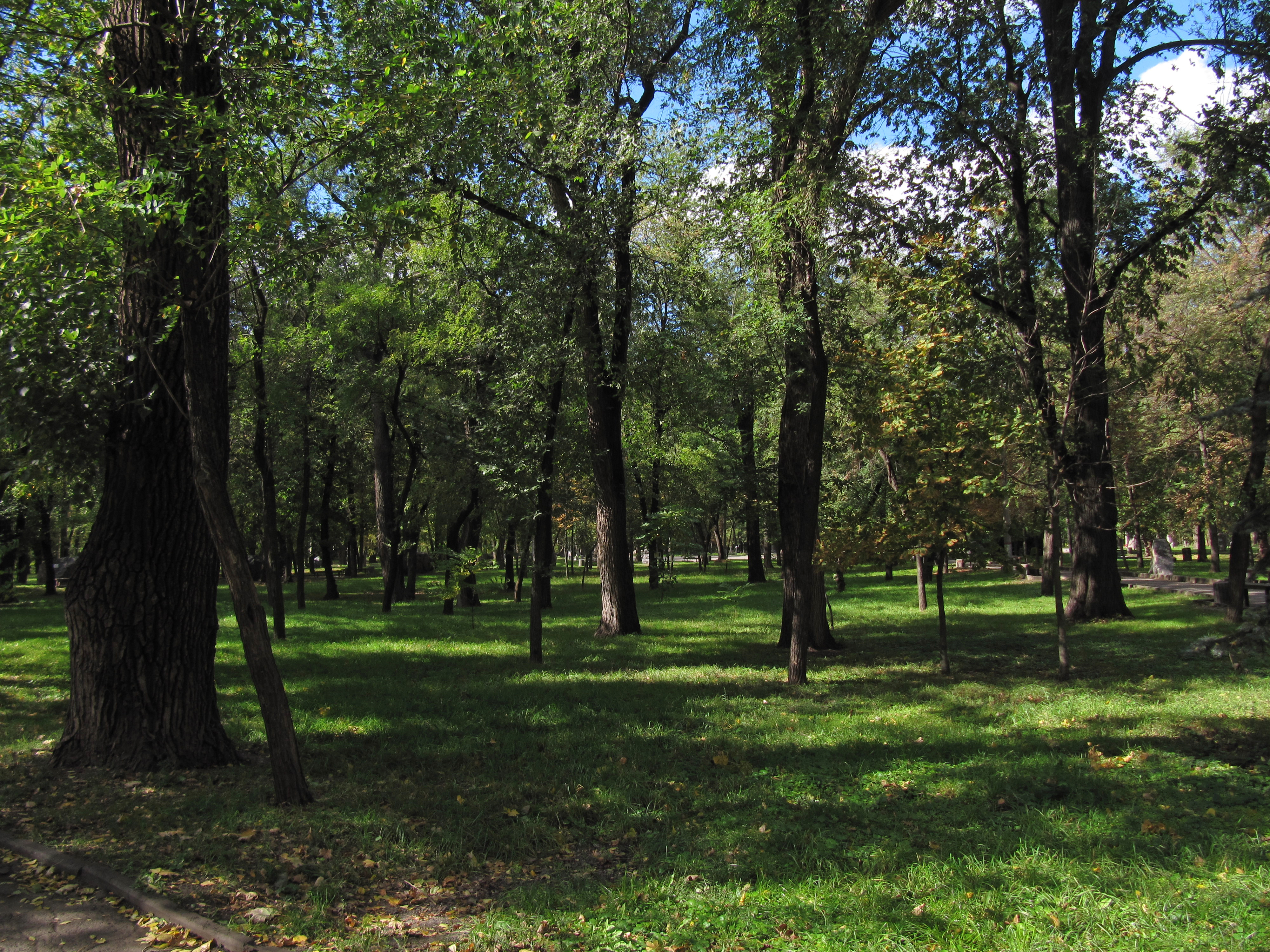
Правобережна частина парку
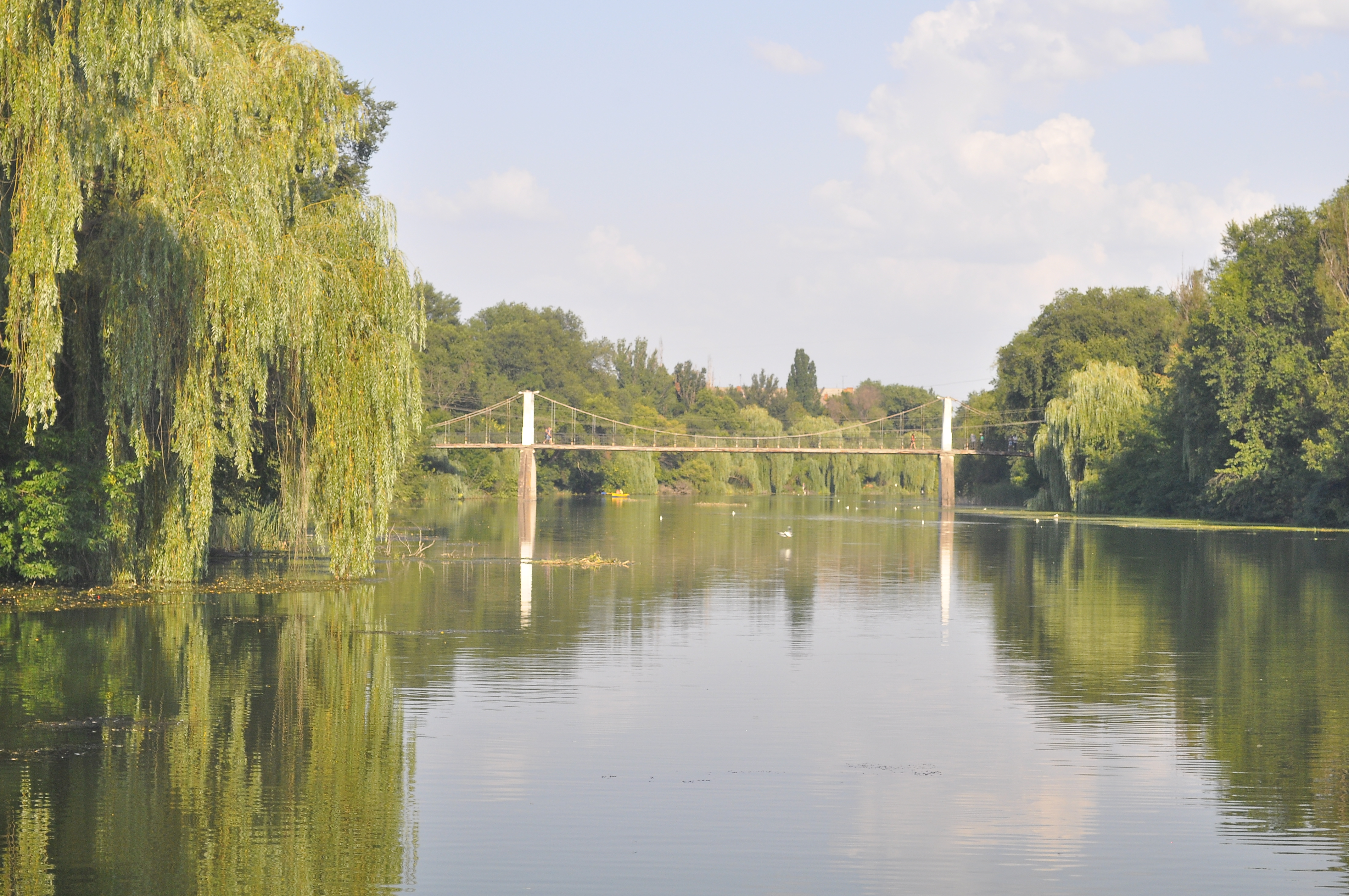
Підвісний міст, що поєднував Парк Мершавцева з Гданцівським парком (нині не існує)